# یانکوف پژگوزکی
یانکوف پژگوزکی (به لاتین: Janków Przygodzki) یک روستا در لهستان است که در گمینا پژگوجتسه واقع شده‌است. یانکوف پژگوزکی ۱٬۷۰۷ نفر جمعیت دارد.